# 藤田圭雄
藤田 圭雄（ふじた たまお、1905年11月11日 - 1999年11月7日）は、日本の編集者・児童文学作家・評論家。
孫は俳優・劇作家・脚本家・プロデューサーの岩瀬晶子。

## 略歴
東京牛込生まれ。父は歴史家（東大史料編纂所編纂官）の藤田明（1877 - 1915）。伯父に正木直彦。11歳で父を亡くす。
開成中学校卒、1930年早稲田大学独文科卒。
平凡社に勤務、滝沢修らと演劇運動に関わる。1933年中央公論社に入社、児童文化関係の出版に携わる。戦後、サトウ・ハチローと協力して童謡運動を展開、実業之日本社で『赤とんぼ』を編集、1948年同誌休刊により中央公論社に復帰。1950年理事、取締役、婦人公論編集部長、1953年中央公論編集部長、1960年定年。
1972年『日本童謡史』で日本児童文学者協会賞受賞。1977年『解題戦後日本童謡年表』で日本児童文学学会賞受賞。1985年巖谷小波文芸賞特別賞受賞。童話も書いた。
第10代日本児童文学者協会会長を務め（のち名誉会長）、長く児童文学評論界の重鎮であった。川端康成、美智子皇后と親しかった。

## 著作
- 『たのしく科学を』（日新書院） 1948
- 『新しい生活のくふう』（牧書店） 1954
- 『くらしの12か月』（牧書店） 1959
- 『うたうポロンくん』（小峰書店） 1962
- 『とんちゃんよさようなら はっきりもののいえる子にする童話』（実業之日本社） 1963
- 『うたのないきゅうかんちょう』（フレーベル館） 1964
- 『美しい人間像』（黎明書房、少年少女東京オリンピック全集 2） 1965
- 『ふたつのたいよう』（あかね書房） 1965
- 『ぼくは海賊・子どもの詩集』（フレーベル館） 1965
- 『童謡歳時記』（牧書店） 1965
- 『けんちゃんあそびましょ』（講談社） 1966、のち青い鳥文庫 1981
- 『コトバ・ことば・言葉』（牧書店） 1967
- 『けんちゃんしっかり!』（講談社） 1968
- 『山が燃える日』（講談社） 1969
- 『歌の中の日本語』（朝日新聞社） 1970
- 『日本童謡史』（あかね書房） 1971
- 『まいごになったおうむ』（至光社） 1971
- 『おじいさんのばいおりん』（至光社） 1972
- 『地球の病気』（国土社） 1975、新版 2002
- 『甲子園の土』（講談社） 1976
- 『解題 戦後日本童謡年表』（東京書籍） 1977
- 『ハワイの虹 随筆集』（晩成書房） 1978
- 『詩と童話の世界』（教育出版センター） 1985
- 『チンチン電車の走る街 大正しりとりうた』（金の星社） 1985
- 『月の絵本 少年詩集』（理論社） 1985
- 『東京童謡散歩』（東京新聞出版局） 1988
- 『童謡の散歩道』（日本国際童謡館） 1994

## 翻訳
- 『あおくんときいろちゃん』（レオ・レオニ、至光社） 1967
- 『金の星の子どもたち』（L・ベヒシュタイン、あかね書房） 1969
- 『はる・なつ・あき・ふゆのうた』（R・クローク、岩崎書店） 1972
- 『しょうぼうねこ』（エスター・アベリル、文化出版局） 1974、新版 1993
- 『おかしなおかしなきりんくん』（シェル・シルバースタイン、実業之日本社） 1976
- 『フィリポのまほうのふで』（ミッシャ・ダムヤン、佑学社） 1978
- 『ゆめうらないのえほん』（ワルター=シュメグナー、講談社） 1979
- 『ボドニック』（シュテパン・ツァフレル、ほるぷ出版） 1979
- 『あるふゆのものがたり』（マックス・ボリガー、フレーベル館） 1981
- 『うたのすきなぞう』（ギーナ・ルック=ポーケ、ほるぷ出版） 1985
- 『おうむとあみもの』（マックス・クルーゼ、至光社） 1988

## 作詞
- 「ことばの歌」（第36回NHK全国学校音楽コンクール中学校の部課題曲）
- 「日記帳」（小林秀雄作曲）
- 「日光市立湯西川小中学校校歌」（長谷川良夫作曲）[1]
- 「松戸市立常盤平第三小学校校歌」

## 参考
- 『日本近代文学大事典』
- 『中央公論社の八十年』
- 『ハワイの虹 随筆集』（晩成書房）